# Helpless Dancer
Pistes de Quadrophenia
The Dirty Jobs Is It in My Head?
Helpless Dancer est la huitième chanson de l'opéra-rock Quadrophenia des Who, paru en 1973.

## Caractéristiques
Cette chanson présente le thème de Roger Daltrey, A tough guy, an helpless dancer (pour plus de précisions, voir l'article principal). Cela traduit le côté agressif et révolté du personnage principal. Pete Townshend, l'auteur, explique les paroles par cette phrase : 
« Sa frustration avec le monde le rend seulement plus en colère, même amer. »
La chanson commence par une partie de piano accompagnée par le cor de John Entwistle. Lorsque Roger Daltrey chante, on entend un effet stéréophonique, la voix passant tous les deux vers de la droite vers la gauche, et vice-versa, le tout sur une suite d'accords implacables. Lors des dernières secondes de la chanson, on entend la première partie de la chanson The Kids Are Alright, une nouvelle auto-référence du groupe.

## En concert
Le cor était joué live par John Entwistle. Ce titre a été abandonné à la fin de la tournée américaine de 1973, et n'a plus été repris sur scène jusqu'en 1996.

## Sources et liens externes
- Notes sur l'album
- Site de référence sur Quadrophenia
- Paroles
- Tablatures pour guitare